# Limnophora guadalcanalensis
Limnophora guadalcanalensis är en tvåvingeart som beskrevs av Shinonaga 2005. Limnophora guadalcanalensis ingår i släktet Limnophora och familjen husflugor. Inga underarter finns listade i Catalogue of Life.